# The Go Find
The Go Find is het elektronica project van Antwerpenaar en Orange Black zanger/gitarist Dieter Sermeus op het Morr Music label.
In 2017 bracht Dieter Sermeus een nieuw niet-electronica album uit onder de nieuwe groepsnaam Dieter Von Deurne & The Politics.

## Discografie

### Albums
- Miami, 2004
- Stars on the Wall, 2007
- Everybody knows it’s gonna happen, only not tonight, 2010
- Brand New Love, 2014